# Joaquín Almunia

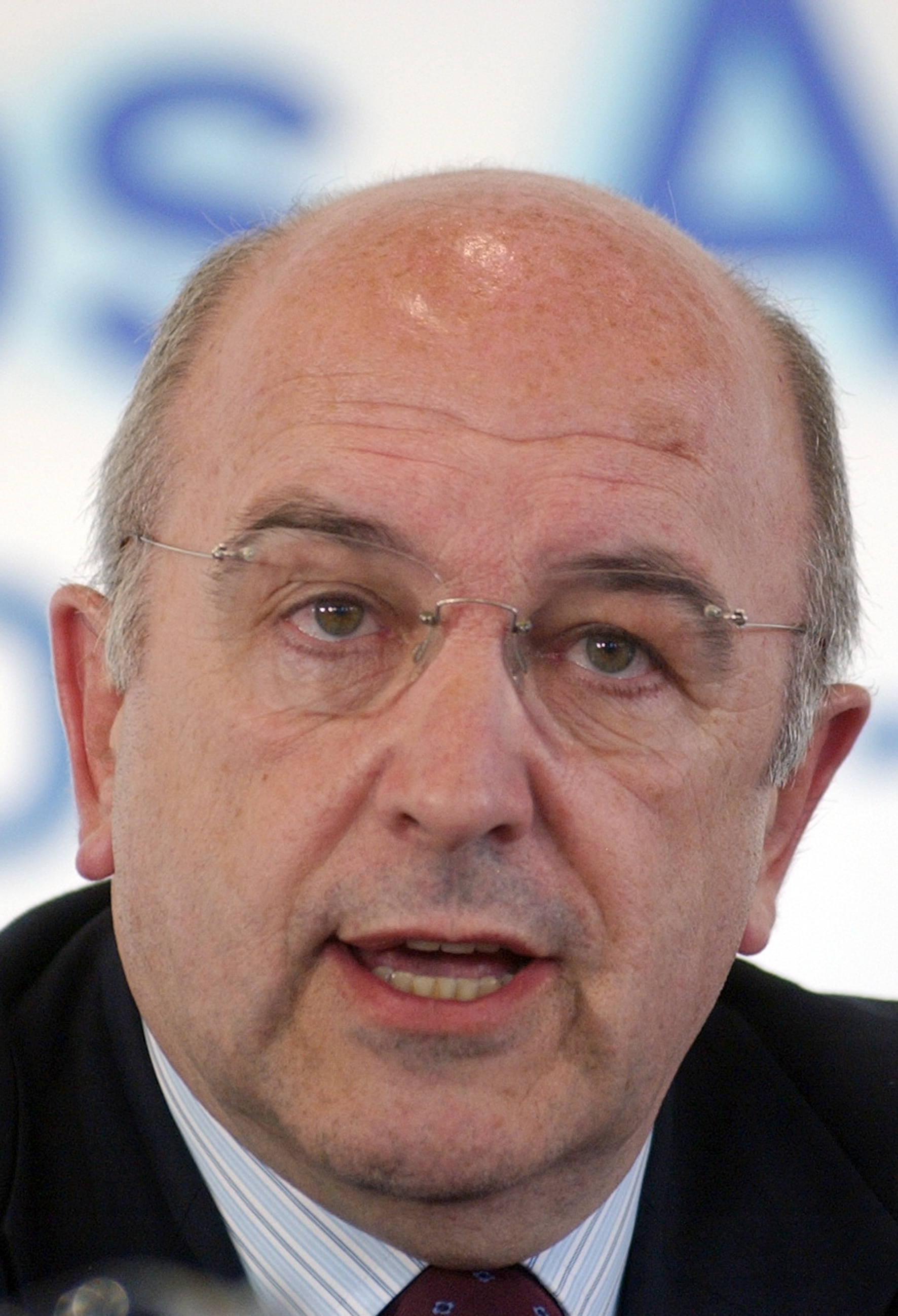
Joaquín Almunia (2007)

Joaquín Almunia Amann [xo.aˈkin alˈmunja] (* 17. Juni 1948 in Bilbao) ist ein spanischer Politiker. Von 2004 bis 2014 war er Mitglied der Europäischen Kommission und dort seit 2010 für das Ressort Wettbewerb zuständig.

## Leben
Nach dem Studium der Rechts- und Wirtschaftswissenschaften an der Universität Deusto in Bilbao (Baskenland) absolvierte er ein Postgraduiertenstudium in Paris. Anschließend arbeitete er als Assistenzprofessor und Professor für Arbeitsrecht an der Universität Alcalá de Henares und später an der Harvard University.
Im Jahre 1974 trat er der zu der Zeit verbotenen Spanischen Sozialistischen Arbeiterpartei (PSOE) im Untergrund bei und war bei der PSOE-nahen Gewerkschaft UGT tätig. Nach seinem Einzug ins spanische Parlament 1979 für den PSOE war er von 1982 bis 1986 Minister für Arbeit und von 1986 bis 1991 Minister für öffentliche Verwaltung in der Regierung von Felipe González.
1991 schied Almunia aus Regierung und Parlament aus und arbeitete zunächst wieder an der Universität. 1994 kehrte er zurück ins Parlament und wurde 1997 Generalsekretär des PSOE (was etwa einem deutschen Parteichef entspricht). Als solcher war er auch PSOE-Spitzenkandidat bei den spanischen Parlamentswahlen 2000, bei der er jedoch eine schwere Wahlniederlage gegen die Partido Popular unter Regierungschef José María Aznar erlitt. Almunia trat daher noch am Wahlabend zurück, sein Nachfolger als Generalsekretär des PSOE wurde José Luis Rodríguez Zapatero.
Am 26. April 2004 wurde Almunia auf Vorschlag des inzwischen zum spanischen Regierungschef gewählten Zapatero europäischer Kommissar für Wirtschaft und Währung in der Kommission Prodi. Er war Nachfolger von Pedro Solbes, der seinerseits zum spanischen Wirtschaftsminister ernannt wurde. In der Kommission Barroso I, die vom 18. November 2004 bis 9. Februar 2010 im Amt war, behielt Almunia sein Ressort. Am 27. November 2009 wurde Almunia von Kommissionspräsident José Manuel Barroso als Kommissar für Wettbewerb und Vizepräsident der zukünftigen Kommission Barroso II vorgeschlagen. Dieses Amt hatte er vom 10. Februar 2010 bis 31. Oktober 2014 inne. 
Joaquín Almunia ist verheiratet und hat zwei Kinder.

## EU-Wettbewerbskommissar
Das Amt des EU-Kommissars für Wettbewerb und als Vizepräsident der EU-Kommission in der EU-Kommission Barroso II führt Joaquin Almunia seit dem 27. November 2009. Im Juni 2014 hat Almunia die Änderungsvorschläge des Bundeswirtschaftsministeriums zum EEG-Gesetz abgelehnt, da diese mit dem EU-Wettbewerbsrecht kollidiere, so prangerte er die Zahlung der EEG-Umlage für Importstrom aus anderen EU-Mitgliedstaaten an, da die europäischen Unternehmen die Einnahmen der EEG-Umlage nicht erhalten, sondern diese nur deutschen Ökostromproduzenten vorbehalten sind. Die Befreiung einiger Unternehmen von der Umlage ist ebenfalls nicht mit dem Wettbewerbsrecht vereinbar, da dies nur für Großverbraucher gelte und kleine Energieintensive Unternehmen bewusst benachteiligt werden.
Unter Almunia als EU-Wettbewerbskommissar, verhängte die Kommission in den Jahren von 2010 bis 2014 insgesamt ungefähr 8,4 Mrd. € an Geldbußen, diese sind in den EU-Haushalt geflossen und haben somit zu einer Entlastung der nationalen Staatshaushalte beigetragen.